# پرنده زرد از جزیره جلی‌فیش
پرنده زرد از جزیره جلی‌فیش سری مجموعه‌ای از پروژه‌های کمپانی جلی‌فیش می‌باشد که طی آن، کمپانی جلوهٔ دیگری از هنرمندان خود را برای عموم به نمایش می‌گذارد. هنرمندانی همچون لی سوک هون، سو این گوک، ویکس و لئو در این پروژه تا کنون شرکت داشته‌اند.

## تک آهنگ‌ها

### همراه با لی سوک هون
پروژهٔ انجام شده توسط لی سوک هون، اولین پروژهٔ انجام شده بود که آهنگ آن در تاریخ ۱۴ ژوئن ۲۰۱۲ منتشر شد.

### همراه با سو این گوک
سینگلی از سو این گوک با عنوان این پروژه با نام «نمیتونم به خاطر تو زندگی کنم» در تاریخ ۴ فوریه ۲۰۱۳ با همراهی وربال جینت منتشر شد. این آهنگ در چارت‌های بسیاری از جمله سوریبادا و سای ورلد قرار گرفت.
در ۳۰ ژانویه ۲۰۱۳، عکسی از سو این گوک در استودیوی ضبط منتشر شد که نظر طرفداران را به خود جلب کرد؛ که نهایتاً در ۴ فوریه سینگل او منتشر شد.
تیزر موزیک ویدیوی او از طریف کانال یوتیوب جلی‌فیش منتشر شد که بعد از آن هم در ۴ فوریه موزیک ویدیوی این آهنگ منتشر شد.

### ویکس و اُکدال
پروژهٔ صورت گرفته توسط ویکس و اُکدال آلبوم تکی بود که که در آن ویکس و اُکدال با یکدیگر همکاری داشتند. این آهنگ در تاریخ ۱۱ اکتبر ۲۰۱۳ با عنوان «دخترا، چرا؟» منتشر شد. در تاریخ ۲ اکتبر اعلام شد که ویکس همکاری با گروهی دختر خواهد داشت که در ۱۱ اکتبر منتشر خواهد شد.
نهایتاً موزیک ویدیوی آن‌ها از طریق یوتیوب رسمی جلی‌فیش روزی قبل از انتشار آلبوم، منتشر شد.
تنها یک اجرای زنده از این آهنگ پخش شد که در تاریخ‌های ۱۲ و ۱۳ اکتبر در برنامهٔ «کتابچهٔ یو هی یئول» صورت پذیرفت.

### لین و لئو
پروژهٔ صورت گرفته توسط لین و لئو آهنگی بود که با عنوان «اشک‌های شکوفه» در تاریخ ۵ اوت ۲۰۱۴ منتشر شد که چهارمین قسمت از این سری پروژه محسوب می‌شد. در این ویدیو، لئو نقش یک دیوانه را دارد که در آن زن‌های مورد علاقه‌اش را به قتل می‌رساند تا آن‌ها را تا ابد کنار خود نگه دارد. ویدیو راجع به سرنوشت غم‌انگیز یک مرد و زنیست که انتظار عشقش را می‌کشد تا پیش او برگردد ولی در نهایت کشته می‌شود.

## لیست آهنگ‌ها
| لی سوک هون | لی سوک هون          | لی سوک هون |
| شماره      | نام                 | مدت        |
| ---------- | ------------------- | ---------- |
| ۱.         | «شروع عشق»          | ۳:۲۸       |
| ۲.         | «شروع عشق» (بی‌کلام) | ۳:۲۴       |

| سو این گوک | سو این گوک                                           | سو این گوک            | سو این گوک             | سو این گوک | سو این گوک |
| شماره      | نام                                                  | سراینده               | آهنگساز                | تنظیم      | مدت        |
| ---------- | ---------------------------------------------------- | --------------------- | ---------------------- | ---------- | ---------- |
| ۱.         | «نمیتونم به خاطر تو زندگی کنم» (همراه با وربال جینت) | مین یون‌جه، وربال جینت | هوانگ سه‌جون، کیم دوهون | کیم دوهون  | ۳:۳۶       |
| ۲.         | «نمیتونم به خاطرت زندگی کنم» (بی‌کلام)                |                       | هوانگ سه‌جون، کیم دوهون | کیم دوهون  | ۳:۳۶       |

| ویکس و اُکدال | ویکس و اُکدال              | ویکس و اُکدال                | ویکس و اُکدال          | ویکس و اُکدال |
| شماره        | نام                       | سراینده                     | آهنگساز               | مدت          |
| ------------ | ------------------------- | --------------------------- | --------------------- | ------------ |
| ۱.           | «دخترا، چرا؟» (여자는 왜) | کیم یون‌جو، راوی             | کیم یون‌جو             | ۰۳:۳۳        |
| ۲.           | «من یه پسرم، تو یه دختری» | راوی، پارک سه‌جین، کیم یون‌جو | پارک سه‌جین، کیم یون‌جو | ۰۳:۰۰        |
| ۳.           | «دخترا، چرا؟» (بی‌کلام)    |                             | کیم یون‌جو             | ۰۳:۳۳        |

| لین و لئو | لین و لئو                 | لین و لئو | لین و لئو | لین و لئو |
| شماره     | نام                       | سراینده   | آهنگساز   | مدت       |
| --------- | ------------------------- | --------- | --------- | --------- |
| ۱.        | «اشک‌های شکوفه» (꽃잎놀이) | لین       | لین       | ۳:۳۸      |
| ۲.        | «اشک‌های شکوفه» (بی‌کلام)   |           | لین       | ۳:۳۸      |

## تاریخ انتشار
| تک                                     | منطقه                   | فرمت           | تاریخ         | کمپانی |
| -------------------------------------- | ----------------------- | -------------- | ------------- | ------ |
| پرندۀ زردِ جزیرۀ جلی‌فیش با لی سوک هون   | کره جنوبی در سراسر جهان | دانلود دیجیتال | ۱۴ ژوئن ۲۰۱۲  | جلی‌فیش |
| پرندۀ زردِ جزیرۀ جلی‌فیش با سو این گوک   | کره جنوبی در سراسر جهان | دانلود دیجیتال | ۴ فوریه ۲۰۱۳  | جلی‌فیش |
| پرندۀ زردِ جزیرۀ جلی‌فیش با ویکس و اُکدال | کره جنوبی در سراسر جهان | دانلود دیجیتال | ۱۱ اکتبر ۲۰۱۳ | جلی‌فیش |
| پرندۀ زردِ جزیرۀ جلی‌فیش با لین و لئو    | کره جنوبی در سراسر جهان | دانلود دیجیتال | ۵ اوت ۲۰۱۴    | جلی‌فیش |

## نمودار عملکرد
| سال  | عنوان                          | وضعیت در نمودار | آلبوم                                  | فروش (دانلود)   |
| سال  | عنوان                          | گائون کره       | آلبوم                                  | فروش (دانلود)   |
| ---- | ------------------------------ | --------------- | -------------------------------------- | --------------- |
| ۲۰۱۲ | "شروع عشق"                     | ۳۲              | پرندۀ زردِ جزیرۀ جلی‌فیش با لی سوک هون   | - کره: ۲۶۵٬۰۴۳+ |
| ۲۰۱۳ | "نمیتونم به خاطر تو زندگی کنم" | ۴               | پرندۀ زردِ جزیرۀ جلی‌فیش با سو این گوک   | - کره: ۷۵۶٬۰۷۹+ |
| ۲۰۱۳ | "دخترا، چرا؟"                  | ۵۷              | پرندۀ زردِ جزیرۀ جلی‌فیش با ویکس و اُکدال | - کره: ۷۴٬۲۲۵+  |
| ۲۰۱۴ | "اشک‌های شکوفه"                 | ۱۱              | پرندۀ زردِ جزیرۀ جلی‌فیش با لین و لئو    | - کره: ۱۵۶٬۷۹۸+ |